# 灵桥
灵桥，民间俗称老江桥，是中華人民共和國浙江省宁波市的一座跨江独孔下承式公路桥，是宁波城市的标志之一。灵桥距三江口500米，跨奉化江连接海曙区和鄞州区，连接药行街和百丈路。同名桥梁最早可追溯到唐代所建的浮桥，而现存桥梁始建于始建于1936年5月，一直使用了70余年。2005年，灵桥成为浙江省文物保护单位。

## 桥名
据传，唐代建浮桥时，由于江流湍急，建筑桥基时发生困难。此时天降暴雨，雨后天现彩虹。因而工匠在出现彩虹之处打下桥桩，将桥建起，因而时人认为灵现，故桥名定为灵现桥，又名灵桥。南宋时，灵桥改称东津浮桥，清代康熙年间浙海关建立后，亦更名关桥。1936年重建为永久桥梁时，曾有民间团体提议将桥名更名为“中山桥”，但宁波老江桥筹备委员会以保护古迹为名，将桥名恢复为“灵桥”。文化大革命期间，灵桥曾被更名为“红卫桥”，1981年恢复灵桥名称。
民间曾称灵桥为“江桥”，后由于清代同治年间英国人在桃花渡建成新江桥，为表示区别，灵桥的民间称呼遂改为老江桥，这一俗称一直沿用至今。

## 桥梁形制
1936年5月建成的灵桥为三联钢骨独孔下承式公路桥，长97.6米（320英尺），总宽19.8米，其中人行道宽4.5米，最高潮位4.6米，设计载重20吨。钢架为弧形钢和钢板铆接，总重455吨。桥墩设计时已经预留有管线通道。

## 历史

### 浮桥时期
最早的灵桥修筑于唐长庆三年（公元823年）明州刺史应彪任上修建。当时为16舟相连，上铺木板的浮桥，全长50丈，宽1.4丈，最初安设于东渡门外（今江厦桥位置）。宋代，由于原位置水流过急，浮桥上移百米，更名为东津浮桥。元代至正二十年，灵桥改建，模仿台州中津浮桥的形制，组成浮桥的船两艘肩部相连组成一对，共有9对，使用铁绳相连。明代洪武年间，再度增设2舟。此后，明清两朝多次重建全桥。

### 民国改建

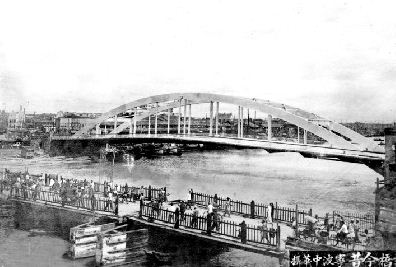
灵桥刚落成时景象

由于灵桥最初为浮桥，因而经常发生行人落水等事故。仅仅1913年至1936年间就由于船只撞击、风浪等造成各种事故79次，死亡60余人。自清末民初以来，宁波屡屡有改建灵桥为永久桥梁的建议，但是，由于资金、战乱等原因，改建工程迟迟没有动工。1931年，在宁波旅沪同乡会的主持下，由上海工部局英籍工程师詹姆森、新仁记营造厂工程师竺泉通开始对灵桥改建进行勘查设计。1934年5月1日，由德国西门子洋行承包，灵桥开始改建，至1936年5月25日竣工，成为当时中国最大最新型的独孔大环桥，也是第一座由中国工程师参与设计的同类型桥梁。

### 维护与大修
抗日战争爆发之后，日军对灵桥地区进行了大范围轰炸，但桥梁结构并未受到严重破坏，但周边居民和商铺却因为轰炸损失惨重。1949年至1950年，国军也对灵桥地区进行了轰炸，同样使得周边居民损失惨重，而灵桥本身受到的破坏并不大。1950年底，宁波市人民政府对灵桥进行了整修。1985年又进行了大修，至今仍在使用。2012年，对灵桥再次进行大修，此次大修是规模最大、维修最全面的一次。

## 文化影响

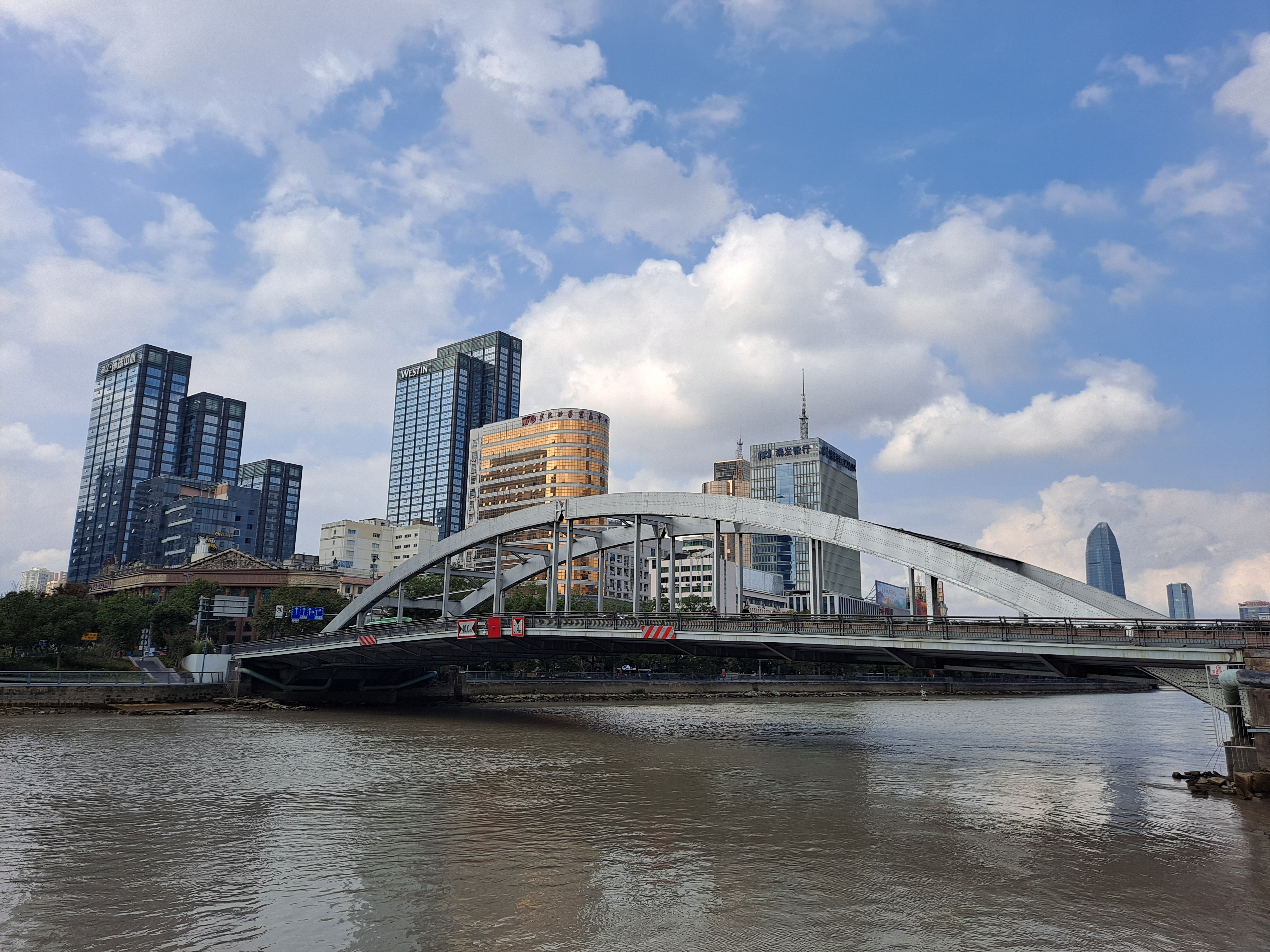
2021年10月的灵桥

灵桥的存在几乎与宁波建城同龄，因而，宁波本地文化也受到它的影响。宁波老城城墙有城门名为灵桥门，名称即来自灵桥。灵桥路也因灵桥门而得名。宁波老话有“三日弗（不）吃饭，腆肚过江桥”的谚语，意指人要有志气。其中的“江桥”即指灵桥。 带有宁波口音的普通话也被宁波人称为“灵桥牌”普通话。

## 保护
由于灵桥建筑时间超过70年，加之桥梁对于宁波重要的文化和交通意义，因而灵桥的保护受到宁波各界人士的关注。2007年，桥梁的最初建设方西门子公司曾经给宁波市政府发函，告知灵桥的使用年限已到。但据西门子(中国)有限公司工作人员透露，由于修缮和维护措施到位，灵桥仍可以继续使用。近年来，灵桥由于船舶撞击而屡屡受损，这引起了宁波市民和市政桥梁管理部门的注意，为控制交通流量，曾在2005年7月16日起实施单双号限行，2020年1月17日起取消。

## 图集

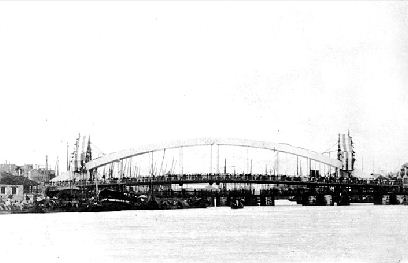
灵桥刚建成时远景
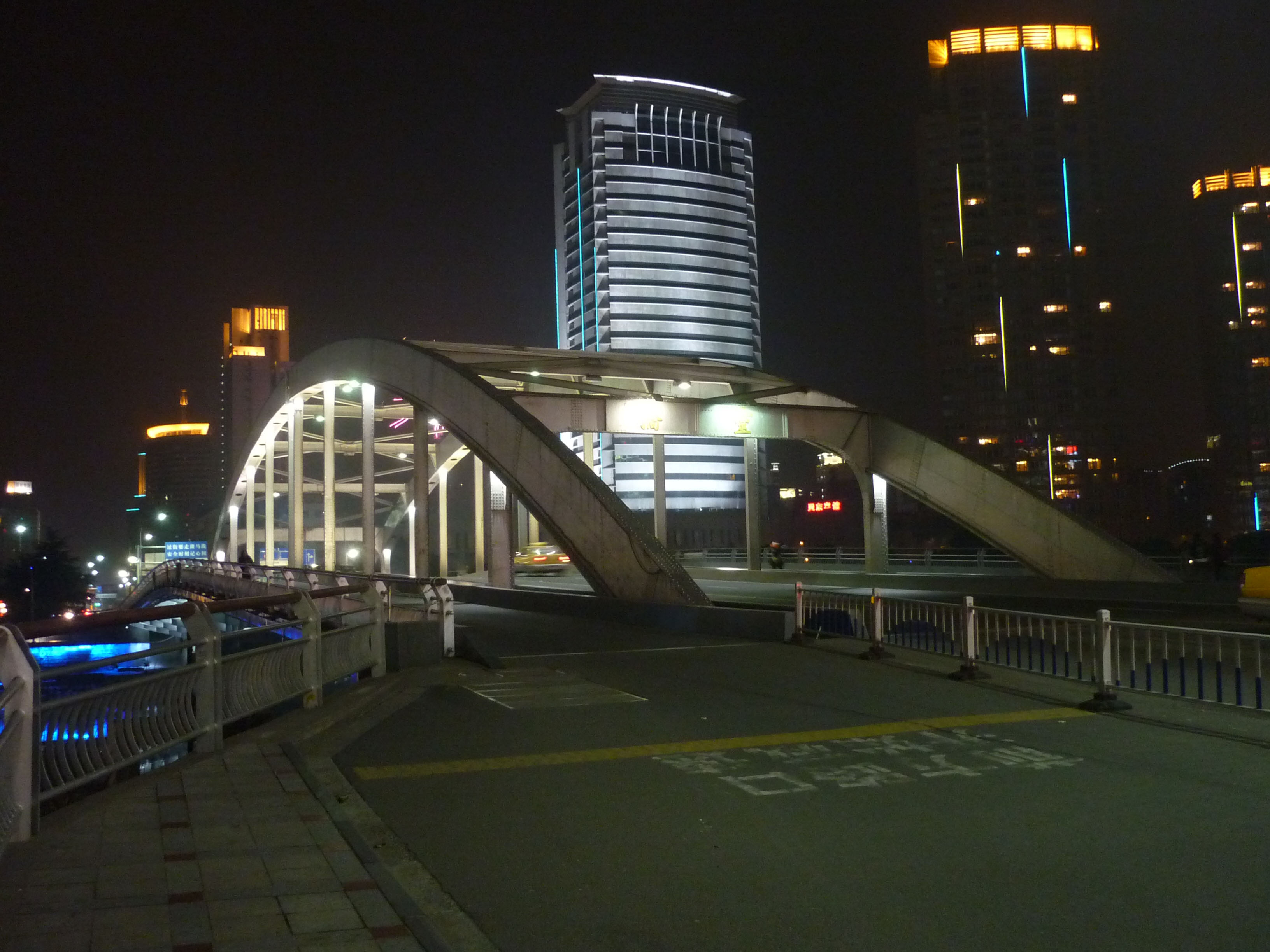
灵桥正面
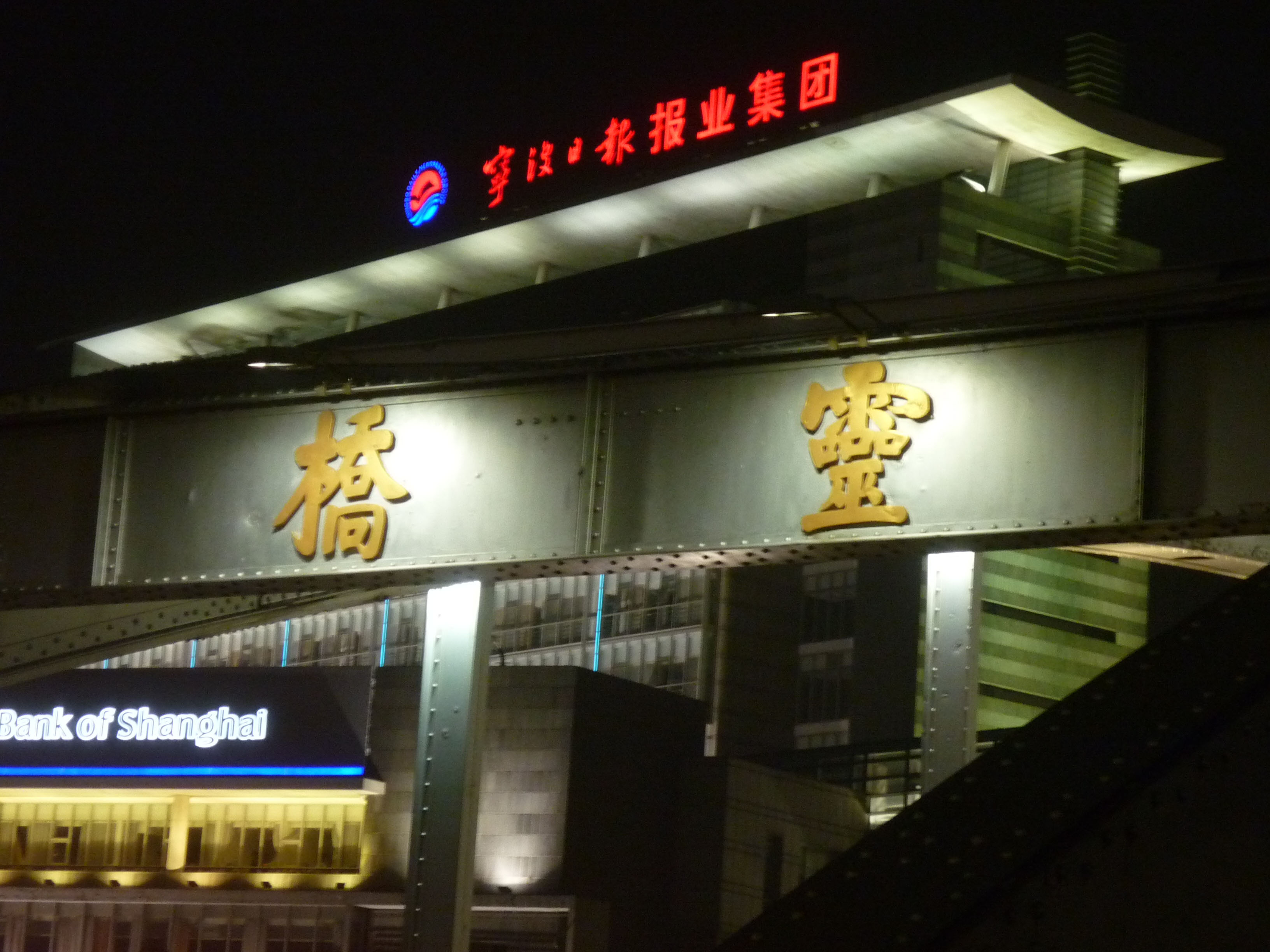
灵桥上用繁体字书写的桥名